# Juan Pablo Raba
Juan Pablo Raba Vidal (Bogotá, 14 de enero de 1977) es un actor, productor y presentador colombiano.

## Biografía

### Primeros años
Raba es hijo de Ricardo Raba, empresario argentino y María Eugenia Vidal, restauradora de arte y escritora colombiana.  
Amor en forma (1998), fue su primer dramático seguido de Marido y mujer (1999). Le siguieron otras telenovelas, donde cautivó al público con su talento, como La reina de Queens (2000), actuando a la vez en el teatro en la representación de la obra Crónica de una muerte anunciada, del escritor colombiano Gabriel García Márquez. Tuvo el rol principal en Viva la Pepa (2001) producida por RCTV y La niña de mis ojos (2001), producciones que lo hicieron conocido por el público venezolano. Juan Pablo se mudó a Nueva York para estudiar arte dramático en la célebre academia de Lee Strasberg, el Actors Studio. Su consagración como actor llegó en el 2003 con el protagónico de Mi gorda bella (2002): Un récord de audiencia que marcó la historia de las producciones latinoamericanas. 
En 2008, participó en la internacionalmente conocida serie de televisión El cartel y fue parte de un episodio de la teleserie Tiempo final y, en 2009 de la serie Mental. Continuó su trayectoria en esta ola de series con Los caballeros las prefieren brutas, de Sony Pictures Television. 
En 2015 se incorporó a la tercera temporada de la serie Agents of S.H.I.E.L.D., de la cadena ABC.
Sus más recientes roles han sido en Narcos, la exitosa serie de Netflix, Peppermint con Jennifer Garner, la serie Six, creada por William Broyles, Jr., David Broyles y la serie Distrito Salvaje creada por Cristian Conti.

### Vida personal
Se casó con la periodista Paula Quinteros en 2003 y se divorció en 2007. 
Inició una relación con Mónica Fonseca (presentadora de noticias y modelo) a principios del 2011, para finalmente contraer matrimonio en Miami, el 8 de agosto de 2011, con quien ahora tiene dos hijos (Joaquín Raba Fonseca y Josephine Joie).

## Filmografía

### Televisión
| Año       | Título                              | Personaje                                    | País                                            |
| --------- | ----------------------------------- | -------------------------------------------- | ----------------------------------------------- |
| 1998-1999 | Amor en forma                       | Eduardo                                      | Bandera de Colombia                             |
| 1999      | Marido y mujer                      | Isidro Fernández Gómez                       | Bandera de Colombia                             |
| 2000      | La reina de Queens                  | Andrés Velázquez                             | Bandera de Colombia                             |
| 2000-2001 | Viva la Pepa                        | Luis Ángel Perdomo                           | Bandera de Venezuela                            |
| 2001-2002 | La niña de mis ojos                 | Alejandro Rondón                             | Bandera de Venezuela                            |
| 2002-2003 | Mi gorda bella                      | Orestes Villanueva Mercouri / Lirio de Plata | Bandera de Venezuela                            |
| 2004      | Estrambótica Anastasia              | Aureliano Paz / Aureliano Borofski Paz       | Bandera de Venezuela                            |
| 2005-2006 | Por amor a Gloria                   | Esteban Marín Posada                         | Bandera de Colombia                             |
| 2006-2007 | Y los declaro marido y mujer        | Juan Andrés Posada                           | Bandera de Venezuela                            |
| 2007-2008 | Sobregiro de amor                   | Martín Monsalve                              | Bandera de Colombia                             |
| 2008      | El cartel                           | Jhon Mario Martínez "Pirulito"               | Bandera de Colombia                             |
| 2009      | Sin retorno                         | Diego Díaz "Episodio 29: Heroína"            | Bandera de Colombia                             |
| 2009      | Tiempo final                        | Javier Garrido "Episodio 4: Sr. Juez"        | Bandera de Colombia                             |
| 2009      | Mental                              | Raymond "Ray" Hernández                      | Bandera de Estados Unidos                       |
| 2010      | El clon                             | Said Hashim                                  | Bandera de Colombia · Bandera de Estados Unidos |
| 2010      | Los caballeros las prefieren brutas | Alejandro Botero                             | Bandera de Colombia                             |
| 2011      | La Reina del Sur                    | Jaime Gutiérrez Solana                       | Bandera de Estados Unidos                       |
| 2011      | Flor salvaje                        | Emilio Monteverde                            | Bandera de Colombia · Bandera de Estados Unidos |
| 2012-2013 | Pobres Rico                         | Gonzalo Rico Fernández                       | Bandera de Colombia                             |
| 2013      | Los secretos de Lucía               | Miguel Gaitán                                | Bandera de Venezuela                            |
| 2014      | Wake up! With no make up            | Iván Ruíz                                    | Bandera de Argentina                            |
| 2014      | El corazón del océano               | Armando Casas                                | Bandera de España                               |
| 2015-2016 | Narcos                              | Gustavo Gaviria                              | Bandera de Estados Unidos                       |
| 2015-2016 | Agents of S.H.I.E.L.D.              | José "Joey" Gutiérrez                        | Bandera de Estados Unidos                       |
| 2017-2018 | Six                                 | Ricky "Buddha" Ortiz                         | Bandera de Estados Unidos                       |
| 2018-2019 | Distrito salvaje                    | Jhon Javier "J.J." Gómez                     | Bandera de Colombia                             |
| 2021      | Coyote                              | Juan Diego "El Cantín" Zamora                | Bandera de Estados Unidos                       |
| 2022      | Juanpis González: la serie          | Él mismo                                     | Bandera de Colombia                             |
| 2022      | Noticia de un secuestro             | Alberto Villamizar                           | Bandera de Colombia                             |
| 2022-2023 | Echo 3                              | Ernesto Cádiz                                | Bandera de Estados Unidos · Bandera de Colombia |
| 2024      | Secuestro del vuelo 601             | Checho                                       | Bandera de Colombia                             |
| 2024      | Hotel cocaine                       | Gilberto "La Cobra" Henao                    | Bandera de Canadá                               |
| 2024      | El colombiano de Keko               | Juan Carlos                                  | Bandera de Colombia · Bandera de Tanzania       |
| 2025      | Law & Order: Special Victims Unit   | Dr. Andre Vaughn                             | Bandera de Estados Unidos                       |
| 2025      | El clan Olimpia                     | Marcos Moreno                                | Bandera de España                               |
| 2025      | Delirio                             | Fernando Aguilar                             | Bandera de Colombia                             |

### Cine
| Año  | Película                       | Personaje                  | Género                   |
| ---- | ------------------------------ | -------------------------- | ------------------------ |
| 2006 | Anillo de compromiso           | Fede                       |                          |
| 2006 | Soltera y sin compromiso       | Jaime Villalba             | Drama y Romance          |
| 2007 | Una abuela virgen              | Carlos - El amante         | Comedia                  |
| 2007 | Ni tan largos... ni tan cortos | Carlos                     | Comedia Romántica        |
| 2007 | Puras joyitas                  | Bigotes                    | Comedia                  |
| 2008 | En coma                        | Álex                       | Drama                    |
| 2008 | Postales colombianas           |                            | Comedia Negra            |
| 2011 | Día Naranja                    | Leo                        | Comedia                  |
| 2012 | El cielo en tu mirada          | Mario Domínguez            | Comedia Romántica        |
| 2012 | La lectora                     | Mesero                     | Acción, Ciencia Ficción  |
| 2014 | Secreto de confesión           | Teniente Humberto Restrepo | Crimen, Drama y Suspenso |
| 2015 | Los 33                         | Darío Segovia              | Drama                    |
| 2016 | 7 años                         | Carlos                     | Drama                    |
| 2017 | Maestro del crimen             | Hermán Gómez               | Suspenso, Crimen, Drama  |
| 2018 | Entebbe                        | Juan Pablo                 | Drama, Suspenso          |
| 2018 | Matar o morir                  | Diego García               | Acción, Drama, Suspenso  |
| 2018 | Imprisoned                     | Dylan                      | Acción                   |
| 2020 | Vandal                         | Michael Cruz               | Acción                   |
| 2021 | El protector                   | Mauricio                   | Acción                   |
| 2023 | Freelance                      | Juan Venegas               | Acción, Comedia          |
| 2024 | Long gone heroes               | Guapo                      | Acción                   |

## Premios y nominaciones

### Premios India Catalina
| Año  | Categoría                                    | Telenovela                             | Resultado |
| ---- | -------------------------------------------- | -------------------------------------- | --------- |
| 2019 | Mejor actor protagónico                      | Distrito salvaje                       | Nominado  |
| 2013 | Mejor actor protagónico                      | Pobres Rico                            | Nominado  |
| 2012 | Mejor actor protagónico de serie o teleserie | Los caballeros las prefieren brutas II | Nominado  |
| 2011 | Mejor actor protagónico de serie o teleserie | Los caballeros las prefieren brutas    | Nominado  |

### Premios TVyNovelas
| Año  | Categoría                        | Telenovela o Serie                     | Resultado |
| ---- | -------------------------------- | -------------------------------------- | --------- |
| 2012 | Mejor actor protagónico de serie | Los caballeros las prefieren brutas II | Nominado  |
| 2011 | Mejor actor antagónico           | El clon                                | Nominado  |

### Otros premios obtenidos
- 2 Premio 2 de Oro (2004) en Venezuela a Mejor Actor Protagónico, por Mi gorda bella y Estrambótica Anastasia. Ambas telenovelas emitidas por RCTV.
- Premio Mara en Venezuela a Mejor Actor Extranjero.
- Premio Pantalla de Oro en Venezuela a Mejor Actor Protagónico, por Mi gorda bella.
- Premio Gaviota de Oro en Venezuela a Mejor Actor Joven, por Mi gorda bella.